# مقاطعة طهر

مقاطعة طَهَر (بالصومالية: Degmada Dhahar)‏ إحدى مقاطعات محافظة سناج.
بالنسبة لأرض الصومال، تُعتبر مقاطعة طهر منطقة من الدرجة C وفقًا لقانون الإدارة المحلي لعام 2019.
ووفقا لبونتلاند، فإن مدينة طهر التي هي مركز المقاطعة هي عاصمة محافظة هيلان.

## التاريخ الحديث
في أبريل 2012، دفعت حكومة صوماليلاند لقواتها في مقاطعة طهر رواتبهم بالشلن الصوماليلاندي لأول مرة، بعد أن كانت تُدفع سابقًا بالشلن الصومالي.
في يوليو 2015، أقيمت مسابقة معرفية في مدينة طهر بمشاركة ممثلين من ستة بلدات في المقاطعة، وفازت منطقة هورسيد بالمركز الأول، ومنطقة هودمن بالمركز الثاني، ومنطقة طهر بالمركز الثالث.
في مايو 2018، غادرت قوات بونتلاند قرية أَف أُرُر بمقاطعة طهر، وفي يونيو 2019، استولى مسلحو حركة الشباب على القرية.
في فبراير 2020، بدأت أعمال إنشاء أول طريق معبد بطول 1.5 كيلومتر في مقاطعة طهر.
في مارس 2021، استخدمت قوات بونتلاند الذخيرة الحية ضد متظاهرين مؤيدين للحكومة الفيدرالية الصومالية في مقاطعة طهر، وأدانت الحكومة الاتحادية تصرفات بونتلاند.
في يونيو 2022، في اجتماع عُقد في مدينة عيرجابو، اتفقت عشائر ورسنغلي على الخضوع لصوماليلاند مقابل اعتماد طهر كمقاطعة.